# Maarten van Nierop (1912-1979)
Maarten Jacobus Laurens van Nierop  (Den Haag, 13 mei 1912 - Antwerpen, 19 juli 1979)  was een Nederlands journalist, NSB'er en na de oorlog werkzaam als taalkundige.

## Biografie
Van Nierop was voor de oorlog journalist bij de Residentiebode. In de oorlogsjaren was hij eerst werkzaam op het Departement van Volksvoorlichting en Kunsten, afdeling Perswezen, daarna redacteur bij Volk en Vaderland, en van 14 november 1942 tot 1 april 1945 hoofdredacteur van het Twentsch nieuwsblad en waarnemend kringleider van de NSB in Twente; hij bracht in die jaren ook vertalingen uit bij nationaalsocialististische uitgeverijen. In 1943 kreeg hij de Tobie Goedewaagenprijs voor zijn journalistieke werk. Na de bevrijding zat hij ondergedoken tot hij in oktober 1946 werd gearresteerd. In 1947 werd hij door het tribunaal van Enschede veroordeeld tot 5 jaar gevangenschap, afname van kiesrechten en het verbod om het beroep van journalist uit te oefenen. De Commissie voor de perszuivering bepaalde in 1950 dat de Residentiebode tot 17 juli 1968, het Twentsch Nieuwsblad tot 28 augustus 1968 niet meer onder die namen mochten verschijnen; voorts bepaalde de commissie daarbij dat Van Nierop tot 5 mei 1957 niet in een journalistieke functie mocht werken.
Van Nierop deed na 1945 veel vertalingen (vooral van christelijke werken) verschijnen bij de Tieltse uitgeverij Lannoo waarvan hij in 1959 een geschiedenis schreef. Hij hield zich voorts bezig met taalzuivering van het Vlaams en de bestrijding van belgicismen.
Hij is de vader van filosoof prof. dr. Maarten van Nierop (1939-2018).

## Publicaties

### Eigen werk
- Lannoo. 50 jaar in volle zee. Tielt, 1959.
- [co-auteur], Keurig Nederlands in de administratie ... en elders. 2 delen. Gent, 1961.
- Klein ABC voor leesgrage mensen. Tielt/Den Haag, 1962.
- De namen van de maanden. Tielt [etc.], [1962].
- De taal waarmee wij leven. Een eerste verzameling "Taaltuintjes". Antwerpen/Amsterdam, 1962.
- De taal als tuin en wildernis. Een tweede verzameling "Taaltuintjes". Antwerpen [etc.], [1963].
- Woordjes sprokkelen (uit de Taaltuin 3). Aantekeningen bij nieuwe en opmerkelijke woorden. Antwerpen [etc.], 1964.
- Honderd taaie belgicismen. Hasselt, [1968] [4e druk: 1982].
- Woorden vertellen geschiedenis. Over ontstaan, gebruik en betekenisontwikkeling van een aantal oude en nieuwe woorden. Hasselt, 1968.
- Wat schuilt er in een naam? Hasselt, 1968.
- Een hoffelijk handelaar spreekt de taal van zijn klant. Un commerçant charmant parle la langue de son client. Correct taalgebruik in de handel. Brussel, 1976.
- Nieuwe woorden. Verklarend en verhalend woordenboek van modern taalgebruik. 3 delen, Hasselt, 1975-1979.
- Nog honderd hardnekkige belgicismen. Verzameling van taaltuinen en andere bijdragen. Hasselt, 1978.

### Vertalingen
- Gustav Gerhard Engelkes, Hidde tom Brook. Amsterdam, 1943.
- Gustav Schalk, Goden en heldensagen. Amsterdam, 1944.
- Robert Jungk, De toekomst is reeds begonnen. Macht en onmacht van Amerika. Tielt, 1953 [5e druk: 1958].
- Giovanni Papini, Zonderlinge taferelen. Tielt, 1953.
- Romano Guardini, Lofrede op het boek. Tielt, 1954 en 1964².
- Pipaluk Freuchen, Ivik verloor zijn vader. Hoe een Eskimo-jongen man werd. Tielt [etc.], 1955.
- Paul Hühnerfeld, Macht en onmacht van de geneeskunde. Tielt/Den Haag, 1955.
- John Henry Newman, Wachten op Christus. Tielt/Den Haag, 1955.
- Arthur Schopenhauer, Over lezen en boeken. Tielt/Den Haag, 1955.
- Arthur Schopenhauer, Over lezen en zelf-denken. Tielt [etc.], 1955.
- Giselher Wirsing, De terugkeer van de mondo-mogo. Het Afrika van morgen. Tielt/Den Haag, 1955.
- Friedrich Dessauer, Realistisch Christendom. Man van de wereld en Christus-getuige? Tielt/Den Haag, 1958.
- Xavier Grall, James Dean en onze jeugd. Tielt/Den Haag, 1958 en 1960².
- Johannes Leppich, Evangelie in overall. Nieuwe reeks straatpreken en realistische meditaties. Tielt [etc.], 1958.
- Heinrich Suso Braun, Zalig zijt gij. Kasterlee/Breda, [1960].
- José Luis Martín Descalzo, Ik ben een mens ... Bekentenissen van een jonge priester. Tielt [etc.], 1959.
- Jean Marie Déchanet, De weg naar de stilte. Yoga voor de gelovige mens. [Brugge, 1961].
- Maurice Maeterlinck, De blauwe vogel. Antwerpen/'s-Gravenhage, 1976.